# Edmonton (Londres)
Pour les articles homonymes, voir Edmonton (homonymie).
Edmonton est un quartier situé dans la partie est du borough londonien d'Enfield, en Angleterre, à 13,8 km au nord-nord-est de Charing Cross.
Il donne son nom à la cité canadienne d'Edmonton.

## Personnalités nées à Edmonton
- Akin Gazi, acteur chypriote turc ;
- Anthony Giddens, sociologue et professeur de sociologie à l'université de Cambridge ;
- B. J. Wilson, batteur de rock, membre du groupe Procol Harum ;
- Brook Taylor, mathématicien ;
- Bruce Forsyth, acteur ;
- Cyril Goldie, artiste ;
- David Jason, acteur ;
- Eric Powell, rameur d'aviron ;
- Florence Green, vétéran de la Première Guerre mondiale, morte à 110 ans ;
- Isaiah Rankin, footballeur ;
- Mark Gower, footballeur ;
- Ralph Michael, acteur ;
- Tony Marchi, footballeur ;
- Walter Alsford, footballeur ;
- Kyle Walker-Peters, footballeur.
- Dave Murray, guitariste du groupe Iron Maiden